# 上條逸雄
上條 逸雄（かみじょう いつお、1931年10月23日 - 2002年8月14日）は、脚本家・作家。
長野県上水内郡中条村（現長野市）出身。長野県長野北高等学校を経て、早稲田大学第一文学部卒。

## 概要
『サインはV』『アテンションプリーズ』『積木くずし』といった高視聴率のテレビ番組や、日本テレビの『これが青春だ』『でっかい青春』『進め!青春』『おれは男だ!』『飛び出せ!青春』『われら青春!』といった一連の青春学園シリーズを執筆。他、数多くの人気テレビドラマの脚本を書く。晩年は舞台の脚本も手がける。（新橋演舞場『都おどり』など）
叔父の阿木翁助の影響で大学時代からラジオドラマを書き始める。大学の同級生に監督の高瀬昌弘がおり、彼がメイン監督となった『これが青春だ』の折に「君の青春を提供してくれ」と依頼を受け、その後も一連のシリーズに執筆しつづけた。この二人は、後に『付き馬屋おえん事件帳』でもコンビを組んでいる。
『アテンションプリーズ』（1970年版）は、メインライターとして日本航空を取材してオリジナル脚本を書き上げたものである。よって細川知栄子による漫画版も上條逸雄原案となっており『サインはV』とは違って漫画原作のテレビ化ではない。よって2006年リメイク版でも上條逸雄原案とクレジットされている。
2002年8月14日、心不全のため死去。享年70。

## テレビドラマ
- これが青春だ（1966年-1967年）
- でっかい青春（1967年-1968年）
- 進め!青春（1968年）
- サインはV 岡田可愛版（1969年）
- アテンションプリーズ（1970年-1971年）　原案・脚本
- おれは男だ!（1971年-1972年）
- 赤い靴（1972年-1973年）　原作・脚本
- 飛び出せ!青春（1972年-1973年）
- どっこい大作（1973年）
- サインはV　坂口良子版（1973年）

## 小説
- 宝塚物語
- 戦いの日々は青春
- 青春おちこぼれ賛歌
- 転校少女Y

## 参考
- 『長野県人名鑑』信濃毎日新聞社、1974年